# 卡利亚尼
卡利亚尼（Kalyani），是印度西孟加拉邦Nadia县的一个城镇。总人口81984（2001年）。

## 人口
该地2001年总人口81984人，其中男性41952人，女性40032人；0—6岁人口7579人，其中男3796人，女3783人；识字率71.52%，其中男性为77.28%，女性为65.49%。